# Kjell von Sneidern
Kjell Eriksson von Sneidern Johansson (* 16. Juni 1910 in Åmål, Dalsland; † 30. April 1999 in Cali, Kolumbien) war ein schwedischer Ornithologe und Pflanzensammler.

## Leben
Nach seinem Grundstudium in Åmål studierte von Sneidern Taxidermie und Ornithologie am Naturhistoriska riksmuseet in Stockholm. 1930 wurden ihm Kuratorenstellen an den Naturkundemuseen in Kopenhagen und Oslo angeboten, stattdessen zog er es vor, nach Kolumbien auszuwandern, wo er 56 Jahre lang als Ornithologe und Pflanzensammler arbeitete. Er war 20 Jahre lang Direktor des Naturkundemuseums der Universidad del Cauca in Popayán, für das er eine der umfangreichsten Ausstellungs- und Referenzsammlungen von Wirbeltieren und Wirbellosen in Lateinamerika zusammentrug. Unter seiner Leitung wurde 1948 auch das Herbarium des Museums geschaffen, ein Raum, der hauptsächlich für Lehrzwecke konzipiert wurde.  Die ältesten Exemplare im Herbarium stammen aus seinen eigenen Sammlungen und von Silvio Yepes Agredo. 1954 gründete er die wissenschaftliche Zeitschrift Novedades Colombianas. Er trug zur Beschreibung mehrerer neuer Arten bei, indem er die Holotypen und Paratypen sammelte, zum Beispiel einige Orchideen, von denen eine vom Botaniker Leslie Andrew Garay von der Harvard University als Scaphosepalum sneiderni erstbeschrieben wurde. 1949 sammelte er die letzten bekannten Exemplare des Jaraquiel-Sittichs und 1967 die Typusexemplare des Blaubauch-Höschenkolibris.
Von Sneidern arbeitete mit dem Natúrhistoriska riksmuseet in Stockholm, dem American Museum of Natural History in New York City, der Academy of Natural Sciences in Philadelphia, Pennsylvania, dem Field Museum of Natural History in Chicago, Illinois und das Natural History Museum in London zusammen. Gemeinsam mit Biochemiker John W. Daly von den National Institutes of Health in Bethesda, Maryland forschte er über die pharmakologischen Eigenschaften der Baumsteigerfrösche Phyllobates aureotania, Phyllobates bicolor, Phyllobates terribilis, Dentrobates histrionicus und Dendrobates lehmanni. Einige der Forschungsarbeiten von Sneiderns fanden in den Schriften The Birds of Colombia und The Birds of South America von Rodolphe Meyer de Schauensee Erwähnung.
Sieben Jahre lang leitete von Sneidern Gruppen von Vogelbeobachtern aus den Vereinigten Staaten, den Westindischen Inseln und Europa nach Kolumbien. Er beriet den Vogelfotografen und Naturforscher John S. Dunning, der 1970 beziehungsweise 1981 die Bücher Portraits of Tropical Birds und South American Land Birds veröffentlichte. 1995 veröffentlichte er das Buch Aves Maravillosas de Colombia. Von Sneidern übertrug seine private Sammlung von Säugetieren, Vögeln und Reptilien dem Institut für Naturwissenschaften der Universidad Nacional de Colombia in Bogotá. Er war mit Yolanda Dussán Arroyo (1929–2014) aus Popayán verheiratet. Sie hatten zwei Söhne und zwei Töchter.

## Dedikationsnamen
Nach Kjell von Sneidern sind mehrere Pflanzen- und Tiertaxa benannt, darunter Alloneuron sneidernii, Aphelandra sneidernii, Centropogon ovalifolius var. sneidernii, Chusquea sneidernii, Clibadium sneidernii, Coccineorchis sneidernii, Epidendrum sneidernii, Malaxis sneidernii, Miconia sneidernii, Microstylis sneidernii, Peperomia sneidernii, Piper sneidernii, Pitcairnia sneidernii, Pseuderanthemum sneidernii, Rubus sneidernii, Scaphosepalum sneidernii, Sphaeradenia sneidernii, Trianaeopiper sneidernii, Saphenophis sneiderni, Rineloricaria sneiderni, Hemiloricaria sneiderni und Lepidocolaptes lacrymiger sneiderni.